# وارالاکسمی ساراتکومار
وارالاکسمی ساراتکومار (به انگلیسی: Varalaxmi Sarathkumar) (زاده ۵ مارس ۱۹۸۵) یک بازیگر هندی است که علاوه بر فیلم‌های کانارایی و مالایالم در فیلم‌های تامیلی و تلوگو ظاهر می‌شود. او اولین بازی خود را با فیلم تامیلی برو پسر، برو دختر (۲۰۱۲) انجام داد. همچنین او فرزند آر.ساراتکومار است.
از آثار بازیگری او می‌توان به بازی در فیلم‌های سرکار، ویکرام ودها، ماری ۲، مایکل، مامور، ترک، یاشودا و ویرا سیمها ردی اشاره کرد.

## اوایل زندگی
وارالاکسمی در ۵ مارس ۱۹۸۵ در خانواده ساراتکومار و چایا زاده شد. نامادری او بازیگر رادیکا ساراتکومار است.
وارالاکسمی تحصیلات خود را در آکادمی مایکل، چنای. او فارغ‌التحصیل رشته میکروبیولوژی از کالج هنر و علم هندوستان، چنای با مدرک کارشناسی ارشد مدیریت بازرگانی از دانشگاه ادینبرو است. او قبل از تبدیل شدن به یک بازیگر حرفه‌ای، مهارت‌های بازیگری خود را در مدرسه بازیگری انوپم کهیر در بمبئی تقویت کرد.